# Jordan Larsson
Carl Henrik Jordan Larsson (Rotterdam, 20 juni 1997) is een Zweeds voetballer die doorgaans als aanvaller speelt. Hij maakte in de zomer van 2023 de overstap van FC Schalke 04 naar FC Kopenhagen. Larsson debuteerde in 2018 in het Zweeds voetbalelftal.

## Clubcarrière

### Helsingsborgs IF
Larsson werd geboren in Rotterdam toen zijn vader Henrik Larsson actief was voor Feyenoord. Hij speelde in de jeugd voor FC Barcelona en Högaborgs BK. Hij maakte twaalf doelpunten in 43 competitiewedstrijden voor Högaborgs BK. In juli 2014 maakte de aanvaller de overstap naar Helsingborgs IF. Op 27 juli 2014 debuteerde hij in de Allsvenskan tegen Örebro SK. Op 6 juni 2015 maakte Larsson zijn eerste competitietreffer tegen Åtvidabergs FF. In 2016 degradeerde hij met Helsingborgs. Direct daarna werd hij door enkele supporters belaagd die hem zijn shirt afnamen.

### N.E.C.
Op 2 januari 2017 tekende hij een contract tot medio 2020 bij N.E.C.. Larsson maakte op 15 januari 2017 tegen Willem II zijn debuut in de Eredivisie voor N.E.C. Hij werd in de 59'ste minuut ingebracht voor Kévin Mayi. Op 28 mei 2017 degradeerde Larsson met N.E.C. naar de Eerste divisie. In de eerste wedstrijd in de Eerste divisie maakte Larsson zijn eerste en tweede goal voor N.E.C., beide op aangeven van Arnaut Groeneveld. In zijn laatste drie wedstrijden voor N.E.C. was hij nog goed twee goals en twee assists, waarna hij in de winterstop vertrok bij N.E.C.

### IFK Norrköping
Exact een jaar na zijn komst in Nijmegen vervolgde Larsson zijn loopbaan bij IFK Norrköping, voor een bedrag van 500.000 euro. Daar maakte hij in zijn eerste seizoen nog weinig indruk met één goal in 29 wedstrijden. In zijn tweede seizoen bij Norrköping stond hij halverwege het seizoen al op zestien doelpunten in twintig wedstrijden in alle competities. 

### Spartak Moskou
In de zomer van 2019 maakte Larsson de overstap naar Spartak Moskou dat 4 miljoen euro voor hem betaalde. In zijn eerste seizoen scoorde hij tien doelpunten in alle competities. In zijn tweede seizoen scoorde hij vijftien competitiedoelpunten, waarmee hij derde eindigde op de topscorerslijst achter Artjom Dzjoeba en Sardar Azmoun van FK Zenit Sint-Petersburg. In maart 2022 introduceerde de FIFA speciale regels rondom de Russische invasie van Oekraïne sinds 2022. Buitenlandse spelers konden op deze manier (tijdelijk) het land verlaten. Op 4 april gebruikte Larsson deze regel om AIK op huurbasis te versterken. Hij scoorde drie goals en gaf twee assists in elf wedstrijden. Op 27 juni werd het contract van Larsson bij Spartak Moskou met wederzijdse toestemming ontbonden.

### Schalke 04
Op 5 augustus 2022 werd Larsson een transfervrije versterking voor FC Schalke 04, dat uitkwam in de Bundesliga. Hij speelde twaalf wedstrijden zonder een goal of assist af te leveren. In de winterstop van zijn eerste seizoen werd hij verhuurd.

### FC Kopenhagen
Op 28 januari 2023 werd Larsson gepresenteerd als nieuwe aanwinst van FC Kopenhagen, dat hem voor de rest van het seizoen zou huren van Schalke 04. Na zes goals in zestien wedstrijden in zijn eerste halfjaar voor FC Kopenhagen werd Larsson definitief overgenomen van Schalke 04. Dat seizoen werd Larsson met FC Kopenhagen kampioen met Denemarken.
In zijn tweede seizoen was hij met drie goals en één assist belangrijk in de zes kwalificatiewedstrijden voor deelname aan de UEFA Champions League. Derhalve maakte hij op 20 september 2023 tegen Galatasaray SK zijn debuut in de Champions League. Kopenhagen werd tweede in een poule met verder FC Bayern München en Manchester United en werd in de achtste finales uitgeschakeld door Manchester City.

## Clubstatistieken
| Seizoen         | Club            | Competitie      | Competitie | Competitie | Beker | Beker | Europa | Europa | Overig | Overig | Totaal | Totaal |
| Seizoen         | Club            | Competitie      | Wed.       | Dlp.       | Wed.  | Dlp.  | Wed.   | Dlp.   | Wed.   | Dlp.   | Wed.   | Dlp.   |
| --------------- | --------------- | --------------- | ---------- | ---------- | ----- | ----- | ------ | ------ | ------ | ------ | ------ | ------ |
| 2014            | Helsingborgs IF | Allsvenskan     | 9          | 0          | 5     | 3     | —      | —      | —      | —      | 14     | 3      |
| 2015            | Helsingborgs IF | Allsvenskan     | 25         | 3          | 0     | 0     | —      | —      | —      | —      | 25     | 3      |
| 2016            | Helsingborgs IF | Allsvenskan     | 27         | 7          | 4     | 3     | —      | —      | 2      | 1      | 33     | 11     |
| 2017            | Helsingborgs IF | Allsvenskan     | 0          | 0          | 1     | 1     | —      | —      | —      | —      | 1      | 1      |
| 2016/17         | N.E.C.          | Eredivisie      | 8          | 0          | 0     | 0     | —      | —      | 1      | 0      | 9      | 0      |
| 2017/18         | N.E.C.          | Eerste divisie  | 13         | 4          | 2     | 0     | —      | —      | —      | —      | 15     | 4      |
| 2018            | IFK Norrköping  | Allsvenskan     | 26         | 1          | 3     | 0     | —      | —      | —      | —      | 29     | 1      |
| 2019            | IFK Norrköping  | Allsvenskan     | 16         | 11         | 4     | 5     | 2      | 1      | —      | —      | 20     | 16     |
| 2019/20         | Spartak Moskou  | Premjer-Liga    | 26         | 7          | 4     | 3     | —      | —      | —      | —      | 30     | 10     |
| 2020/21         | Spartak Moskou  | Premjer-Liga    | 29         | 15         | 1     | 0     | —      | —      | —      | —      | 30     | 15     |
| 2021/22         | Spartak Moskou  | Premjer-Liga    | 17         | 0          | 1     | 1     | 5      | 1      | —      | —      | 23     | 2      |
| 2022            | → AIK           | Allsvenskan     | 11         | 3          | 0     | 0     | —      | —      | —      | —      | 11     | 3      |
| 2022/23         | Schalke 04      | Bundesliga      | 11         | 0          | 1     | 0     | —      | —      | —      | —      | 12     | 0      |
| 2022/23         | FC Kopenhagen   | Superligaen     | 12         | 4          | 4     | 2     | —      | —      | —      | —      | 16     | 6      |
| 2023/24         | FC Kopenhagen   | Superligaen     | 16         | 2          | 3     | 0     | 11     | 3      | —      | —      | 30     | 5      |
|                 |                 |                 |            |            |       |       |        |        |        |        |        |        |
| Carrière totaal | Carrière totaal | Carrière totaal | 246        | 57         | 33    | 18    | 18     | 5      | 3      | 1      | 289    | 81     |

Bijgewerkt op 7 maart 2024

## Interlandcarrière
Larsson maakte twee doelpunten in vijftien interlands voor Zweden –17. In 2014 debuteerde hij voor Zweden –19. Larsson nam met het Zweeds olympisch elftal deel aan de Olympische Spelen 2016 in Rio de Janeiro. Daar werd de ploeg onder leiding van bondscoach Håkan Ericson uitgeschakeld in de groepsfase, na een gelijkspel tegen Colombia (2-2) en nederlagen tegen Nigeria (1-0) en Japan (1-0).

## Persoonlijk
Jordan is de zoon van oud-topvoetballer Henke Larsson. Bij Helsingborgs IF was Henke Larsson twee seizoenen lang de trainer van Jordan. Toen Helsingborgs in november 2016 het duel voor de play-offs voor promotie/degradatie verloor van Halmstads BK, werd Larsson, die nog wel een keer scoorde in die wedstrijd, belaagd door supporters van de eigen club. Ze renden het veld op en begonnen het shirt van Larsson af te rukken. Henke Larsson besloot meteen op te stappen en Jordan maakte twee maanden later de overstap naar N.E.C.